# كيهيندي بانكولي
كيهيندي بانكولي (بالإنجليزية: Kehinde Bankole)‏، هي مُمثلة وعارضة أزياء نيجيرية.

## روابط خارجية
كيهيندي بانكولي على موقع IMDb (الإنجليزية)
- كيهيندي بانكولي على موقع قاعدة بيانات الفيلم (الإنجليزية)